# Helmut Krause (Politiker)
Helmut Krause (* 25. April 1946 in Halle (Saale)) ist ein deutscher evangelischer Pfarrer und Politiker (DFP, FDP). 1990 gehörte er der letzten Volkskammer der DDR an.

## Leben und Beruf
Krause besuchte die Polytechnische Oberschule in Halle. 1964, zwei Jahre nach Beendigung der Schullaufbahn, legte er ein Teilabitur an der Volkshochschule ab. Danach machte er zunächst eine Lehre zum Elektromontageschlosser und leistete seinen dreijährigen Wehrdienst ab. 1968 begann er am Pädagogischen Institut in Halle zu studieren, daneben ließ er sich in Hohenprießnitz zum Heimerzieher ausbilden. Nach Abschluss des Studiums 1972 war er zunächst Heimerzieher in Halle-Neustadt, danach übernahm er andere Tätigkeiten im kirchlichen Bereich. 1976 nahm er ein weiteres Studium der Theologie in Erfurt auf. 1980 schloss er dieses in Nordhausen mit der 1. Predigerprüfung ab. Anschließend besuchte er zwei Jahre lang das Predigerseminar in Wittenberg. 1982 legte er das 2. Theologische Examen ab und war zunächst als Hilfsprediger in Teutschenthal tätig.
1984 ließ er sich in Ellrich an der damaligen innerdeutschen Grenze nieder und übernahm dort eine Stelle als Pfarrer. In dieser blieb er bis 1996. Bis 1991 war er zudem auch als Studentenpfarrer in Nordhausen tätig. 1996 wurde er zum Landespolizeipfarrer der Evangelischen Landeskirche Anhalts berufen. Daneben war er zweiter Pfarrer der Bernburger Martinsgemeinde, später war er auch in der Krankenhaus-, Heim- und Notfallseelsorge im Kirchenkreis Bernburg aktiv. Außerdem war Vorsitzender des Vereins Betreuung und Selbstbestimmung in Sangerhausen und Umgebung. Im August 2006 trat er in den Ruhestand. Danach war er noch für zehn Monate Auslandspfarrer der Evangelischen Gemeinde Deutscher Sprache in Las Palmas auf Gran Canaria.

## Politik
1990 trat Krause in die DFP ein. Er gehörte dem Bundesvorstand der Partei an. Bei der Volkskammerwahl 1990 stellte ihn der Bund Freier Demokraten, dem die DFP angehörte, als Spitzenkandidat im Wahlkreis Erfurt auf. In der Volkskammer gehörte er der Fraktion Die Liberalen an, ehe die DFP in der FDP aufging. Seine Mitgliedschaft in der Volkskammer endete mit deren Auflösung zum 2. Oktober 1990.